# Orde de Sant Pau Primer Eremita
L'Orde de Sant Pau Primer Eremita (en llatí: Ordo Sancti Pauli Primi Eremitae) és un orde monàstic catòlic fundat el segle xiii a Hongria per Eusebi d'Esztergom. L'orde començà com un moviment eremita inspirat en la figura de Sant Pau l'Ermità (228-342), que posteriorment es convertí en orde cenobític sota la Regla de Sant Agustí, i s'estengué arreu del món a països com Polònia, Itàlia, Alemanya i Portugal. Els seus membres, també coneguts com a Paulins, posposen al nom les sigles O.S.P.P.E.

## Història
| «                                     | "Et tu Hungaria, mi dulcis patria, cum Paulinis crescis, et cum itidem decrescis" | "Tu, Hongria, pàtria dolça meva, amb els paulins creixeràs, i amb ells mateixos cauràs en decadència". | » |
| — Arquebisbe Pere Pázmány d'Esztergom |                                                                                   | |   |

### Començaments

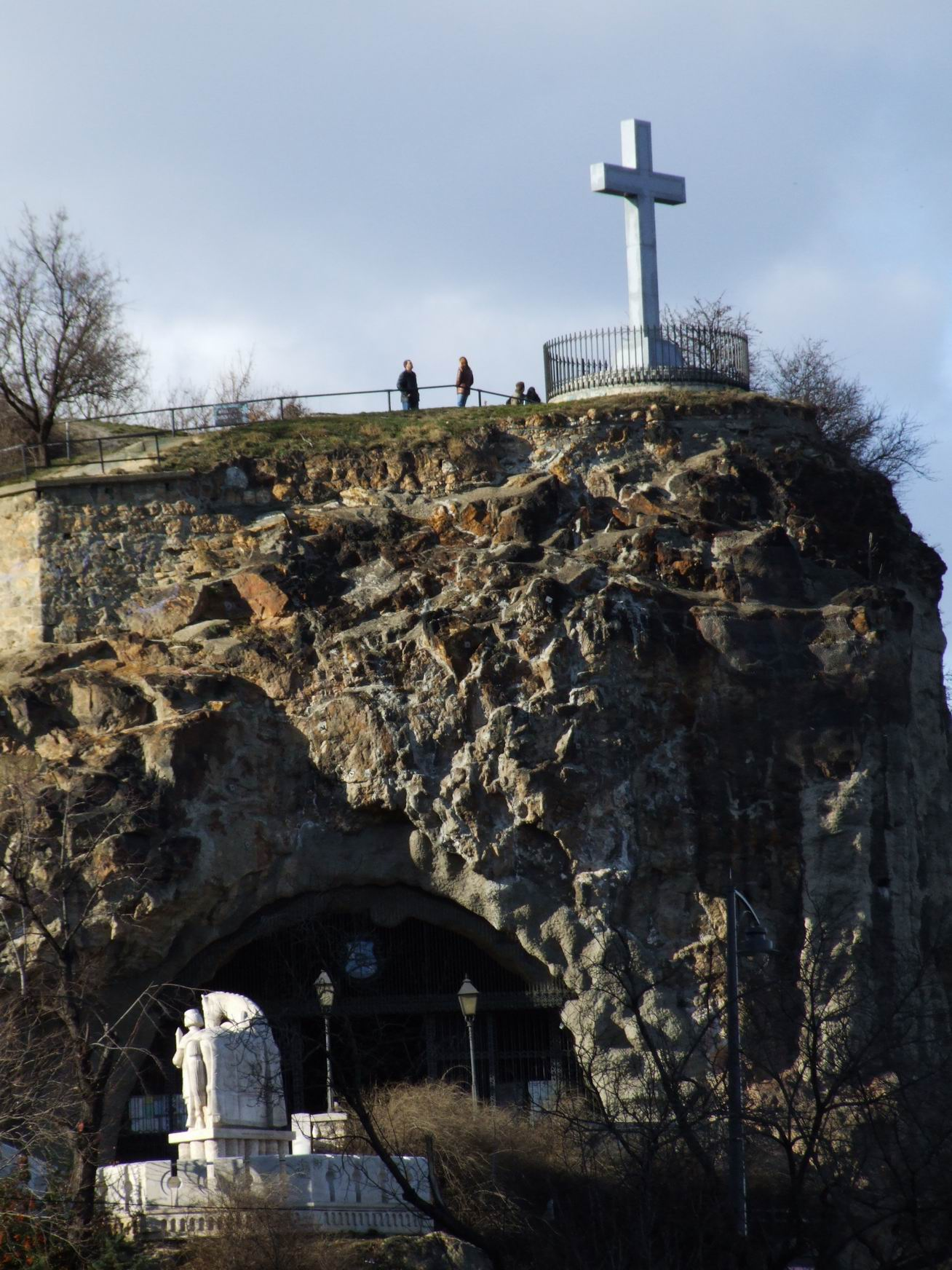
Capella paulina a la cova de la muntanya Gellért, a Budapest, Hongria.

L'aparició d'ermitans a Hongria fou un esdeveniment paral·lel a l'arribada del cristianisme, al segle x. Vivien prop de rierols i a muntanyes. pacíficament i allunyats de la civilització. No formaven cap orde ni tenien jerarquia específica; tanmateix, havien d'obeir els bisbes de les diòcesis on vivien.
Els testimonis hongaresos més antics que han restat fins a l'actualitat pertanyen a la comunitat d'ermites de Mecsek. El bisbe de Pécs, Bertalan (Bartomeu), feu construir prop del 1225 un monestir per als ermitans a la muntanya Jakab, entre els turons Patacs i Ürög. També s'encarregà que tinguessis força territoris sota llur observació i els atorgà un reglament bàsic. Prop del 1250 Eusebi d'Esztergom es convertí en el cap d'una altra comunitat d'ermitans que habitaven el turó de Pilis, prop d'Esztergom, on construí el monestir anomenat Sancta Crux i s'hi instal·là amb altres sis religiosos.
La formació de l'Orde Paulí és coneguda a través de la Vitae fratum. Segons aquest document, Eusebi d'Esztergom es dirigí al Papa Urbà IV perquè els permetés viure sota la Regla de Sant Agustí. D'aquesta manera, el 1263, el Papa confià a Pau, bisbe de Veszprém, que reconegués el nou orde si considerava que lpodia mantenir-se per si mateix. El bisbe hongarès considerà que, com que els seus béns no eren abundants, només podien viure set religiosos en aquesta comunitat monàstica.
Els eremites seguidors d'Eusebi que vivien a la diòcesi de Pécs i d'Eger només pogueren reunir-se en comunitats de forma lenta i gradual; tanmateix, el 1290, ja hi havia molts monestirs paulins a Transsilvània i Croàcia. El 1291 els paulins demanaren a Lodomer, l'arquebisbe d'Esztergom, i a Benedek, el bisbe de Veszprém, que els donessin l'aprovació, que els fou concedida pels dos jerarques catòlics. El 1297, Arnau, el bisbe d'Eger, amplià les regles i les reforçà davant la creixent quantitat d'eremites que sorgien arreu del regne.
El 1308 el cardenal Gentilis, enviat pel Papa Climent V, permeté personalment als paulins que seguissin la regla de Sant Agustí. Després, va permetre en una carta del 1309 la constitució formal de l'orde; del 1309 ençà els paulins es reunien anualment al monestir de la Muntanya de Sant Pau, vora Buda, lloc que es convertí en el monestir principal de l'orde.
El 1327 el Papa Joan XXII demanà a Ladislau, arquebisbe de Kalocsa, que l'informés sobre les condicions de vida dels paulins. L'arquebisbe va resumir-ho en un breu document anomenat Vitae fratum, en el qual especificava que l'orde paulí comptava amb 30 monestirs, que podien mantenir a prop de 20 religiosos cadascun. A més a més, hi havia desenes d'altres ermites allunyades dels centres religiosos, als boscs.
El 1328, després de la demanda del rei Carles I d'Hongria, varen rebre la primera carta de privilegis papals. En ella, el papa Joan XXII permetia l'aplicació de la regla de Sant Agustí, la tria d'un prior que els conduís i els lliurava del pagament del delme. El 1340 el superior de la Inquisició Hongaresa, Joan el Teutònic, negocià amb el prior paulí i atorgà a l'orde quatre residències per a eremites, i després va donar-los-en més. El 1341 el Papa va permetre'ls l'ús d'hàbits blancs en comptes dels marrons que portaven fins aleshores, perquè fossin distingits d'altres frares mendicants. El 1352 el papa Climent VI els donà autorització perquè els laics i altres personatges que vivissin prop dels monestirs paulins poguessin anar-hi a confessar-se.

### Expansió de l'orde a Hongria i Europa

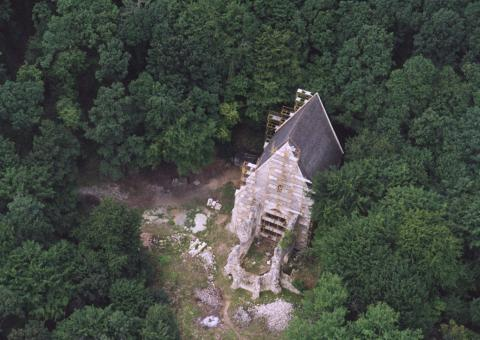
Runes del monestir paulí de Martony, a Hongria

Entre el 1341 i el 1347 un grup de nobles de la regió de Martony construïren els monestirs paulins de Martony i d'Háromhegy. Després el rei Lluís I d'Hongria donà diversos monestirs més per a l'orde, entre els quals el més famós és el de Marianostra. A instància del rei hongarès, el papa Gregori XI eximí els paulins i els seus monestirs de l'obediència a llurs respectives diòcesis el 1377 i va sotmetre'ls directament a Roma. El 1381 el rei obtingué de Venècia les relíquies del sant patró de l'orde, Sant Pau l'Ermità, i foren col·locades al monestir de Szentlőrinc.

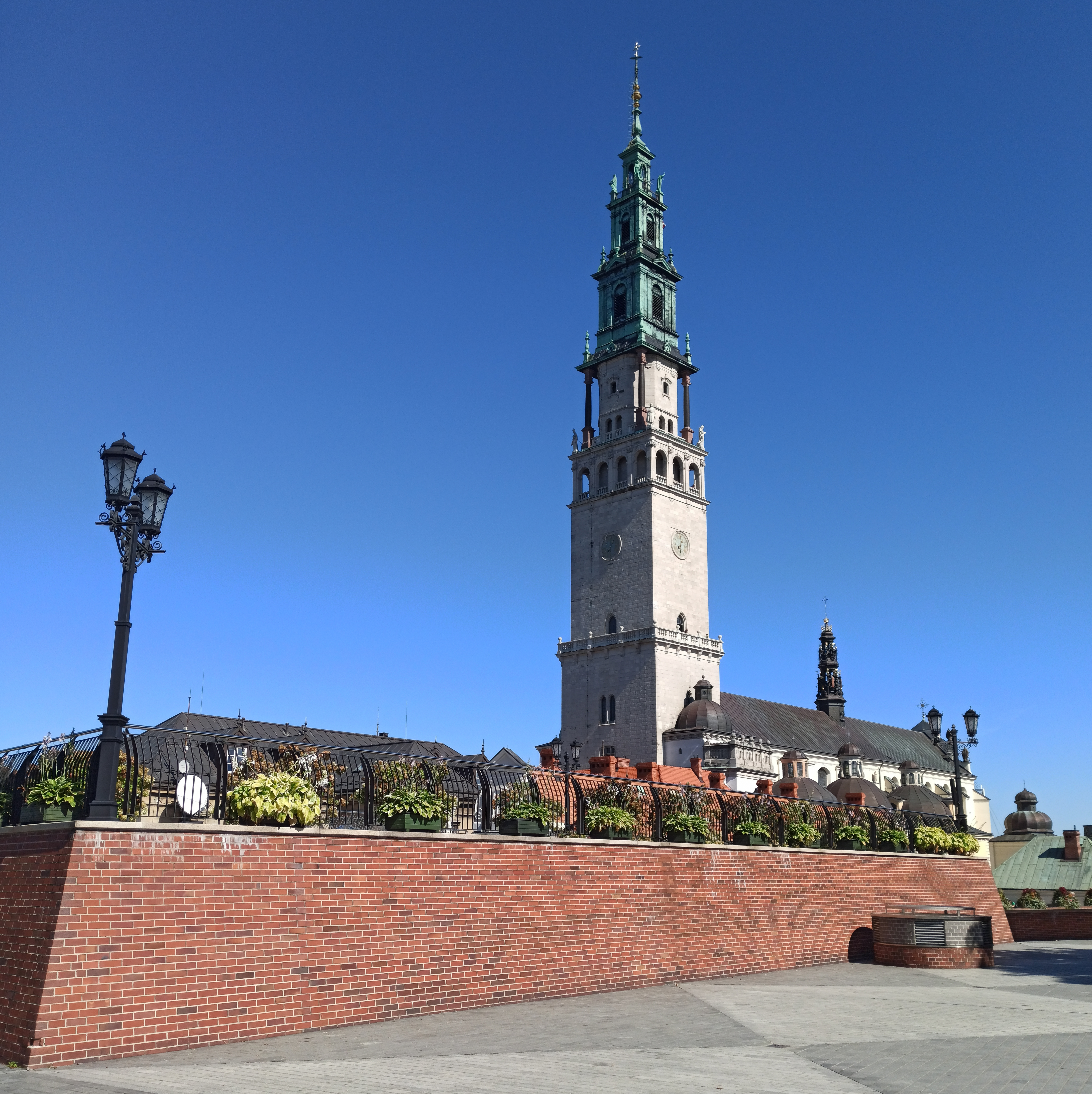
Monestir paulí de Jasna Góra, a Polònia

Després de la mort del seu oncle el rei Casimir III de Polònia, el rei hongarès heretà el tron polonès, regnant aleshores en ambdós països. Això propicià que el 1382 Lluís I (probablement per iniciativa del duc Ladislau d'Oppel) fundés el primer monestir paulí a Polònia, el qual fou conegut com a Jasna Góra. Aquest santuari religiós, que posteriorment adquirí una gran importància per als polonesos, començà només amb 16 religiosos hongaresos que sortiren de Marianostra a Polònia per ocupar-se del nou monestir. El 1384 es construí una altra comunitat a Gerény.
El segle xiv es fundaren nombrosos monestirs paulins a les costes croates; el primer a Àustria fou el 1414, i el 1476 a Wiener Neustadt. Del 1404 ençà els paulins s'arrelaren a Roma, on fundaren un monestir que comptava originalment amb dotze religiosos hongaresos. El 1454 reberen del Papa l'església de Santo Stefano Rotondo al Mont Celi. Cap al 1470, hi havia 58 monestirs a Hongria, una xifra que augmentà encara més fins al 1526.
El 1475 el rei Maties Corví d'Hongria demanà en nom dels paulins al Papa Sixt IV que nomenés el cardenal de l'església de Sant Marc com a protector i advocador de l'orde, perquè representés els interessos d'aquests religiosos davant la cúria romana. El rei atorgà als paulins els monestirs premonstratencs de Zsámbék i Pilismaró; després, el 1483, es fundà el monestir de Nagyvázsony. Posteriorment, el rei Vladislau II de Bohèmia i Hongria va concedir-los els monestirs benedictins de Visegrád i de Szentjobb.

### Decadència hongaresa durant l'ocupació otomana
Després de la derrota patida pels hongaresos a la batalla de Mohács (1526), els turcs otomans avançaren cap a la ciutat de Budapest; de pas saquejaren i destruïren onze monestirs paulins i assassinaren 25 religiosos de l'orde. Durant la invasió turca l'exemple a seguir dels paulins fou el rei cavaller Sant Ladislau I d'Hongria, en qui s'inspiraren per enfrontar-se en combat els turcs a Visegrád, per protegir la corona de sant Esteve. A partir del 7 de setembre, els turcs van destruir els centres de l'orde paulí, inclòs el de Szentlőrinc, on cremaren tots els llibres i documents que hi eren guardats. La relíquia de Sant Pau l'Ermità fou portada al nord del regne, al castell de Trencsén, on acabarà destruïda per un incendi provocat per un atac turc. El tresor de l'orde fou portat primer a Horné Lefantovce i després a la ciutat croata de Lepoglava.
Després de la batalla de Mohács es feu conegut l'hongarès Jordi Martinuzzi, religiós paulí que es convertí en tutor i protector del jove príncep Joan II d'Hongria, fill de Joan I, que havia estat coronat després de la mort de Lluís II i que havia mort, mentre fou a la Transsilvània a cura de la seva mare i Martinuzzi.

### Resurrecció de l'orde a Hongria i èxit a Europa

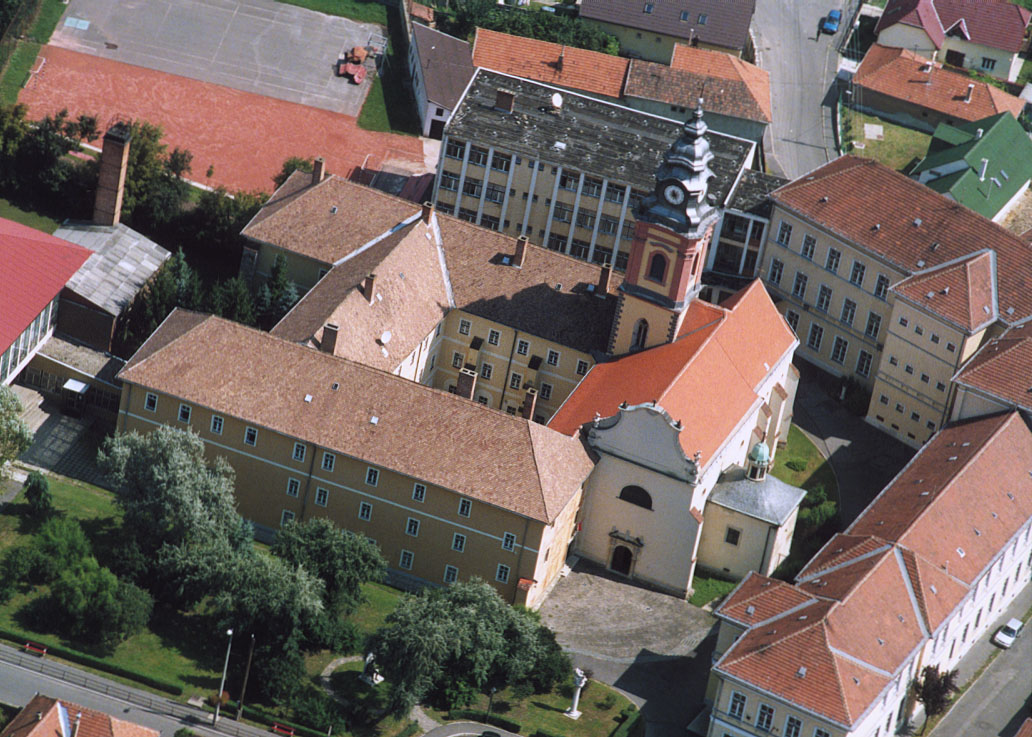
Antic monestir paulí de Sátoraljaújhely a Hongria. Actualment pertany a les Escoles Pies.

Els monestirs de l'orde paulí a Polònia conformaven una província separada a finals de l'edat mitjana. El 1643 la província polonesa comptava amb 11 monestirs vells i dos de nous, i també amb 200 religiosos paulins. La província de Suàbia, d'altra banda, tenia 5 monestirs i 22 religiosos, la província d'Estíria i Croàcia set claustres i 22 religiosos, i a Àustria hi havia dues cases amb 41 religiosos. Dels quatre monestirs croates, el de Lepglava era el més significatiu, car el 1643 hi vivien 24 religiosos paulins, i amb els altres 3 n'eren 16. El 1643 fou impresa la nova constitució de l'orde paulí, però al viatge per mar es varen perdre la majoria dels exemplars, per això el 1646 va haver-se d'imprimir de nou.
A la primera meitat del segle xvii els religiosos tornaren a llurs quatre antics llocs: Wondorf, Sátoraljaújhely, Lád i Terebes. El 1638 fundaren una residència important a la ciutat hongaresa de Pápa, i el 1652 n'obtingueren una a Nagyszombat perquè els novicis poguessin estudiar teologia a la universitat. El 1686 l'emperador germànic Leopold I del Sacre Imperi Romanogermànic, qui també era rei hongarès, envià els seus exèrcits als territoris hongaresos i després d'una llarga campanya, aconseguiren expulsar els turcs otomans invasors del regne. Aviat reunificà les tres parts sota la seva figura, i començà a restaurar progressivament el regne d'Hongria. Després d'aquesta sèrie d'esdeveniments els paulins començaren a tornar a Pest i a Pécs, i també varen aconseguir restaurar uns altres quatre monestirs que havien perdut (Nosztra, Jenő-Tüskevár, Diósgyőr i Család) i també obtingueren vuit noves residències menors. El 1700 es començaren a construir nous monestirs a Transsilvània i davant la manca de religiosos cristians a Hongria després de l'ocupació otomana, els paulins ompliren aquests buits.
El 1700 les províncies de l'orde paulí de Croàcia-Àustria se separaren d'Hongria. Hongria se separà en dues parts el 1710 i la seu dels croates passà a ser Lepoglava. El 1721 els territoris de l'orde eren oficialment cinc convents, dotze residències, la casa a Roma, i hi havia 161 paulins hongaresos. La província polonesa comptava amb 250 monjos paulins, la del Rin-Suàbia amb 35, Estíria amb 48, Croàcia amb 123 i Àustria amb 80. El 1726 foren impreses a Roma les noves regles de l'orde, les quals foren aplicades el 1727.
La pedra fonamental de la seva residència de Pest fou col·locada el 14 de maig del 1715 pel paulí Bakay. El 22 de maig del 1720 començaren a construir la capella en honor de les cinc ferides santes Jesús, la qual fou beneïda l'1 de gener del 1721 pel prior paulí. El 3 de maig fou fundada la societat de les cinc ferides santes de Jesús, i el 1722 fou ampliada l'ala sud del monestir sota el projecte del prior Agustí Mayr. D'aquest mode finí la construcció el 1725 i fou la seu de l'orde paulí fins al 1786.
El Papa Climent XIV classificà els paulins el 1770 com un orde monàstic per demanda del prior Ladislau Pau Eszterházy. Això es realitzà amb relació al privilegi obtingut el 1401 pel Papa Bonifaci IX, on els beneficiava amb tots els privilegis de l'Orde de la Cartoixa.